# Démodokosz
Démodokosz (Δημόδoκος) ókori görög költő, aki valószínűleg az i. e. 6. század közepén élt, Léroszon, egy kis, égei-tengeri szigeten. Elégiákat és jambusokat írt, úgy tűnik, főként gnómikus költeményeket, mint a valószínűleg vele egyidőben élt Phokülidész.

## Művei
Verseiből kevés maradt fenn, főleg úgy, hogy más szerzők idézték, de valószínű, hogy Phokülidészhez hasonlóan az ő gnómikus sorai is a nevével kezdődtek, „S Démodokosz azt mondja…” formában, mint következő, a milétosziakról szóló sorai:
| S Démodokosz ezt mondja: a milétosziak nem hülyék, csak úgy viselkednek, mintha azok lennének. | καὶ τόδε Δημοδόκου. Μιλήσιοι ἀξύνετοι μὲν οὔκ εἰσιν, δρῶσιν δ' οἷά περ ἀξύνετοι. |

## Fordítás
- Ez a szócikk részben vagy egészben  a   Demodocus című angol Wikipédia-szócikk ezen változatának fordításán alapul.  Az eredeti cikk szerkesztőit annak laptörténete sorolja fel. Ez a jelzés csupán a megfogalmazás eredetét és a szerzői jogokat jelzi, nem szolgál a cikkben szereplő információk forrásmegjelöléseként.

## Idézett művek
- Campbell, D.A. (1982), Greek Lyric Poetry (2nd ed.), London, ISBN 0-86292-008-6.
- West, M.L. (1974), Studies in Greek Elegy and Iambus, Berlin, ISBN 978-3110045857.